# SAP NetWeaver Developer Studio
Das SAP NetWeaver Developer Studio (NWDS) von SAP ist eine auf Eclipse basierende integrierte Entwicklungsumgebung (IDE). Damit können Web-Dynpro- und Jakarta-EE-Applikationen als Java-EE-konforme Anwendungen erstellt werden, welche auf SAPs Java EE NetWeaver Application Server zum Einsatz kommen.
Die IDE integriert sowohl Java-Technologien (J2SE, Jakarta EE, XML, …) als auch SAP-Technologien (Web Dynpro, Java Dictionary, …). Es kommen viele Plug-ins des Web Toolkit Projekts zum Einsatz und die IDE wurde mit proprietären Erweiterungen von SAP ergänzt. So integriert NWDS auch die Client-Komponente, um auf eine NetWeaver Development Infrastructure (NWDI) zuzugreifen.
Aus der Entwicklungsumgebung heraus lassen sich die Applikationen entwickeln, bauen, deployen und ausführen.